# Fußball-Weltmeisterschaft der Frauen 2003/Deutschland
Dieser Artikel behandelt die deutsche Nationalmannschaft bei der Fußball-Weltmeisterschaft der Frauen 2003 in den USA.

## Qualifikation
In der Qualifikation traf die deutsche Mannschaft auf England, die Niederlande und Portugal. Die deutsche Elf konnte alle Spiele gewinnen und musste nur ein Gegentor hinnehmen. Beim Heimspiel gegen Portugal erzielte Conny Pohlers als erste Spielerin fünf Tore in einem Länderspiel.
| Deutschland – England | 3:1 (3:1) |
| 1:0 M. Müller (4.), 2:0 Smisek (7.), 3:0 Smisek (11.), 3:1 Yankey (49.) |           |
| Deutschland – Portugal | 9:0 (5:0) |
| 1:0 Pohlers (2.), 2:0 Künzer (6.), 3:0 M. Müller (12.), 4:0 Pohlers (25.), 5:0 M. Müller (26.), 6:0 Pohlers (57.), 7:0 Pohlers (62.), 8:0 Pohlers (84.), 9:0 M. Müller (90.) |           |
| Niederlande – Deutschland | 0:3 (0:1) |
| 0:1 P. Wunderlich (9.), 0:2 Prinz (53.), 0:3 Mensink (62., Eigentor) |           |
| Deutschland – Niederlande | 6:0 (3:0) |
| 1:0 Wiegmann (4., Elfmeter), 2:0 Wiegmann (32.), 3:0 Prinz (41.), 4:0 Prinz (49.), 5:0 Prinz (84.), 6:0 Wiegmann (90.)                                                       |           |
| Portugal – Deutschland | 0:8 (0:3) |
| 0:1 P. Wunderlich (6.), 0:2 Lingor (11.), 0:3 Stegemann (39.), 0:4 Grings (49.), 0:5 Lingor (57.), 0:6 P. Wunderlich (59.), 0:7 Lingor (62.), 0:8 Prinz (85.)                |           |
| England – Deutschland | 0:1 (0:1) |
| 0:1 Gottschlich (40.) |           |

## Aufgebot
| Nr.        | Name                       | Verein vor WM-Beginn   | Geburtstag | Spiele   | Tore     | Rote Karte | Gelb-Rote Karte | Gelbe Karte |
| Torhüter   | Torhüter                   | Torhüter               | Torhüter   | Torhüter | Torhüter | Torhüter   | Torhüter        | Torhüter    |
| ---------- | -------------------------- | ---------------------- | ---------- | -------- | -------- | ---------- | --------------- | ----------- |
| 15         | Nadine Angerer             | 1. FFC Turbine Potsdam | 10.11.1978 | 0        | 0        | 0          | 0               | 0           |
| 01         | Silke Rottenberg           | FCR 2001 Duisburg      | 25.01.1972 | 6        | 0        | 0          | 0               | 0           |
| Abwehr     |                            |                        |            |          |          |            |                 |             |
| 03         | Linda Bresonik             | FCR 2001 Duisburg      | 07.12.1983 | 2        | 0        | 0          | 0               | 1           |
| 12         | Sonja Fuss                 | FFC Brauweiler Pulheim | 05.11.1978 | 1        | 0        | 0          | 0               | 0           |
| 19         | Stefanie Gottschlich       | VfL Wolfsburg          | 05.08.1978 | 6        | 1        | 0          | 0               | 0           |
| 17         | Ariane Hingst              | 1. FFC Turbine Potsdam | 25.07.1979 | 6        | 0        | 0          | 0               | 0           |
| 04         | Nia Künzer                 | 1. FFC Frankfurt       | 18.01.1980 | 4        | 1        | 0          | 0               | 1           |
| 13         | Sandra Minnert             | 1. FFC Frankfurt       | 07.04.1973 | 6        | 2        | 0          | 0               | 0           |
| 02         | Kerstin Stegemann          | FFC Heike Rheine       | 29.09.1977 | 6        | 0        | 0          | 0               | 0           |
| Mittelfeld |                            |                        |            |          |          |            |                 |             |
| 18         | Kerstin Garefrekes         | FFC Heike Rheine       | 04.09.1979 | 6        | 4        | 0          | 0               | 0           |
| 05         | Steffi Jones               | 1. FFC Frankfurt       | 22.12.1972 | 3        | 0        | 0          | 0               | 0           |
| 06         | Renate Lingor              | 1. FFC Frankfurt       | 11.10.1975 | 6        | 0        | 0          | 0               | 0           |
| 16         | Viola Odebrecht            | 1. FFC Turbine Potsdam | 11.02.1983 | 1        | 0        | 0          | 0               | 0           |
| 08         | Sandra Smisek              | FSV Frankfurt          | 03.07.1977 | 1        | 0        | 0          | 0               | 0           |
| 10         | Bettina Wiegmann (Kapitän) | FFC Brauweiler Pulheim | 07.10.1971 | 6        | 2        | 0          | 0               | 0           |
| 07         | Pia Wunderlich             | 1. FFC Frankfurt       | 26.01.1975 | 3        | 1        | 0          | 0               | 1           |
| Angriff    |                            |                        |            |          |          |            |                 |             |
| 14         | Maren Meinert              | Boston Breakers        | 05.08.1973 | 6        | 4        | 0          | 0               | 1           |
| 11         | Martina Müller             | SC 07 Bad Neuenahr     | 18.04.1980 | 2        | 2        | 0          | 0               | 0           |
| 20         | Conny Pohlers              | 1. FFC Turbine Potsdam | 16.11.1978 | 1        | 1        | 0          | 0               | 0           |
| 09         | Birgit Prinz               | 1. FFC Frankfurt       | 25.10.1977 | 6        | 7        | 0          | 0               | 0           |
| Trainer    |                            |                        |            |          |          |            |                 |             |
|            | Tina Theune-Meyer          |                        | 04.11.1953 |          |          |            |                 |             |

## Die deutschen Spiele

### Vorrunde
- 20. September 2003 in Columbus (Columbus Crew Stadium)
 Deutschland – Kanada  4:1 (1:1)

Bereits nach drei Minuten gingen die Kanadierinnen in Führung. Der Weckruf kam zur richtigen Zeit, und die deutsche Elf spielte fortan konzentrierter. Kurz vor dem Pausenpfiff gelang Bettina Wiegmann der Ausgleich. In der zweiten Halbzeit sorgten Stefanie Gottschlich, Birgit Prinz und Kerstin Garefrekes für klare Verhältnisse. Etwa 16.000 Zuschauer sahen die Partie im Columbus Crew Stadium.
Deutschland spielte in folgender Aufstellung: Rottenberg – Stegemann, Bresonik, Hingst (65. Künzer), Minnert – Wiegmann, Jones, Lingor (72. Garefrekes), Gottschlich – Meinert, Prinz
Tore: 0:1 Sinclair (3.); 1:1 Wiegmann (39., Handelfmeter); 2:1 S. Gottschlich (46.); 3:1 Prinz (75.); 4:1 Garefrekes (90.)
- 24. September 2003 in Columbus (Columbus Crew Stadium)
  Deutschland – Japan  3:0 (2:0)

Vor dem zweiten Gruppenspiel änderte Tina Theune-Meyer die Startelf nur leicht. Für Bresonik rückte Steffi Jones in die Abwehr. Kerstin Garefrekes spielte von Beginn an. Die quirligen Japanerinnen wurden konsequent unter Druck gesetzt. Durch Tore von Sandra Minnert und Birgit Prinz stand es zur Halbzeit bereits 2:0. In der zweiten Hälfte wurde der Vorsprung nur noch verwaltet. Birgit Prinz sorgte mit ihrem dritten Turniertreffer für den Endstand. Bettina Wiegmann absolvierte ihr 150. Länderspiel, womit sie den Rekord von Lothar Matthäus einstellte.
Deutschland spielte in folgender Aufstellung: Rottenberg – Stegemann, Jones, Hingst (72. Bresonik), Minnert – Garefrekes, Wiegmann (79. Künzer), Lingor, Gottschlich (64. Smisek) – Meinert, Prinz
Tore: 1:0 Minnert (23.); 2:0 Prinz (36.); 3:0 Prinz (66.)
- 27. September 2003 in Washington (Robert F. Kennedy Memorial Stadium)
  Deutschland – Argentinien  6:1 (4:0)

Vor dem letzten Vorrundenspiel stand die deutsche Elf bereits als Gruppensieger fest. Dennoch schonte Tina Theune-Meyer ihre Stammkräfte nicht und ließ die Mannschaft unverändert. Die bis dahin punktlosen Argentinierinnen hatte keine Chance gegen die deutsche Übermacht. Die Tore erzielten Maren Meinert (2), Martina Müller, Conny Pohlers, Birgit Prinz und Bettina Wiegmann. Für Steffi Jones war das Turnier jedoch nach einem Kreuzbandriss zu Ende. Etwa 10.000 Zuschauer verfolgten die Begegnung im Robert F. Kennedy Memorial Stadium. Sandra Minnert absolvierte ihr 100. Länderspiel.
Deutschland spielte in folgender Aufstellung: Rottenberg – Stegemann, Jones (62. Fuss), Hingst, Minnert – Garefrekes (48. Pohlers), Wiegmann, Lingor, Gottschlich (46. M. Müller) – Meinert, Prinz
Tore: 1:0 Meinert (2.); 2:0 Wiegmann (24., Foulelfmeter); 3:0 Prinz (32.); 4:0 Meinert (43.); 4:1 Gaitan (71.); 5:1 Pohlers (89.); 6:1 M. Müller (90.)

### Viertelfinale
- 2. Oktober 2003 in Portland (PGE Park)
  Deutschland – Russland  7:1 (1:0)

Durch den verletzungsbedingten Ausfall von Steffi Jones musste Tina Theune-Meyer die Abwehr umbauen. Sandra Minnert rückte in die Innenverteidigung, dafür besetzte Stefanie Gottschlich die Position der linken Außenverteidigerin. Maren Meinert wechselte ins Mittelfeld und wurde im Sturm durch Martina Müller ersetzt.
Die Russinnen waren für ihre rustikale Spielart bekannt und die deutsche Elf hatte in der ersten Halbzeit erhebliche Probleme damit. Martina Müller konnte vor der Pause die deutsche Mannschaft in Führung bringen. Nach etwa einer Stunde war der russische Widerstand gebrochen und es kam zu einem Schützenfest. Birgit Prinz setzte sich mit ihren Turniertreffern fünf und sechs an die Spitze der Torjägerliste.
Deutschland spielte in folgender Aufstellung: Rottenberg – Stegemann, Hingst, Minnert, Gottschlich – Garefrekes, Wiegmann (56. Künzer), Lingor (82. Odebrecht), Meinert – M. Müller (57. P. Wunderlich), Prinz
Tore: 1:0 M. Müller (25.); 2:0 Minnert (57.); 3:0 P. Wunderlich (60.); 4:0 Garefrekes (62.); 4:1 Danilowa (70.); 5:1 Prinz (80.); 6:1 Garefrekes (85.); 7:1 Prinz (89.)

### Halbfinale
- 5. Oktober 2003 in Portland (PGE Park)
  Deutschland – USA  3:0 (1:0)

Wieder änderte Tina Theune-Meyer die Startformation: Maren Meinert wurde wieder in den Sturm beordert. Dafür rückte Pia Wunderlich ins Mittelfeld. Die US-Girls gingen als Favoritinnen in das Spiel. Bei der WM 1999 scheiterte die deutsche Elf trotz zweimaliger Führung im Viertelfinale an den USA.
Kerstin Garefrekes brachte die deutsche Elf nach 15 Minuten in Führung. In der Folgezeit brachte die deutsche Abwehr die US-Stars wie Mia Hamm oder Kristine Lilly zur Verzweiflung. Silke Rottenberg glänzte durch viele Paraden. Jedoch erst in der Nachspielzeit sorgten Maren Meinert und Birgit Prinz für die Entscheidung.
Trotz nachtschlafender Zeit verfolgten ca. 700.000 Zuschauer die Liveübertragung im Fernsehen, was einem Marktanteil von etwa 26 % entsprach.
Deutschland spielte in folgender Aufstellung: Rottenberg – Stegemann, Hingst, Minnert, Gottschlich – Garefrekes, Wiegmann, Lingor, P. Wunderlich – Prinz, Meinert
Tore: 0:1 Garefrekes (15.); 0:2 Meinert (90.); 0:3 Prinz (90.+)

### Finale
- 12. Oktober 2003 in Carson (Home Depot Center)
  Deutschland – Schweden  2:1 n. V. (1:0, 1:1)

Tina Theune-Meyer schickte die Mannschaft unverändert ins Finale. Beide Mannschaften begannen nervös und wollten Fehler vermeiden. Nachdem Birgit Prinz mehrere gute Möglichkeiten vergab, gingen die Schwedinnen in der 41. Minute in Führung. Nach einem Pass von Victoria Svensson erzielte Hanna Ljungberg das 1:0 für Schweden. Mit diesem Ergebnis ging es in die Pause. 46 Sekunden waren in der zweiten Halbzeit gespielt, als Maren Meinert den Ausgleich erzielte. In der restlichen Spielzeit kamen beide Mannschaften zu mehreren guten Chancen, Tore fielen allerdings nicht. In der Verlängerung spielte die deutsche Elf druckvoller. In der 98. Minute erhielt die deutsche Mannschaft einen Freistoß. Renate Lingor beförderte das Leder in den Strafraum und die eingewechselte Nia Künzer erzielte per Kopfball das 2:1, das später von den Zuschauern der Sportschau zum Tor des Monats und als bisher einziges Tor einer Frau zum Tor des Jahres gewählt wurde. Damit war Deutschland Weltmeister.
Kurioserweise wussten nur die wenigsten, dass das Spiel durch Künzers Tor zu Ende war. Keiner wusste genau, ob die Verlängerung zu Ende gespielt würde oder ob die Golden-Goal-Regel gültig war. Erst als die Schiedsrichterin den Ball forderte und den deutschen Spielerinnen gratulierte, wussten alle Bescheid. Kurze Zeit später reckte Bettina Wiegmann den Pokal in die Luft und jede Spielerin durfte sich über eine Prämie von 15.000 Euro freuen. Jürgen Klinsmann gehörte vor Ort zu den ersten Gratulanten. In der Spitze sahen 14 Millionen Zuschauer die Partie an ihren Fernsehgeräten. Einen Tag später kehrte die DFB-Delegation nach Frankfurt am Main zurück. Etwa 10.000 Fans feierten die Weltmeisterinnen am Frankfurter Römer. Für Bettina Wiegmann, damals Rekordnationalspielerin, war es ihr 154. und letztes Länderspiel. Auch für Maren Meinert (92. Spiel) war es das letzte Länderspiel.
Deutschland spielte in folgender Aufstellung: Rottenberg – Stegemann, Hingst, Minnert, Gottschlich – Garefrekes (76. M. Müller), Wiegmann, Lingor, P. Wunderlich (88. Künzer) – Meinert, Prinz
Schweden: Jönsson – Marklund, Törnqvist, Westberg, Larsson (76. Bengtsson) – Andersson (53. Sjögren), Östberg, Moström, Sjöström (53. Faderström) – Ljungberg, Svensson
Tore: 0:1 Ljungberg (41.); 1:1 Meinert (46.); 2:1 Künzer (98./Golden Goal)